# Gà tây lông trắng

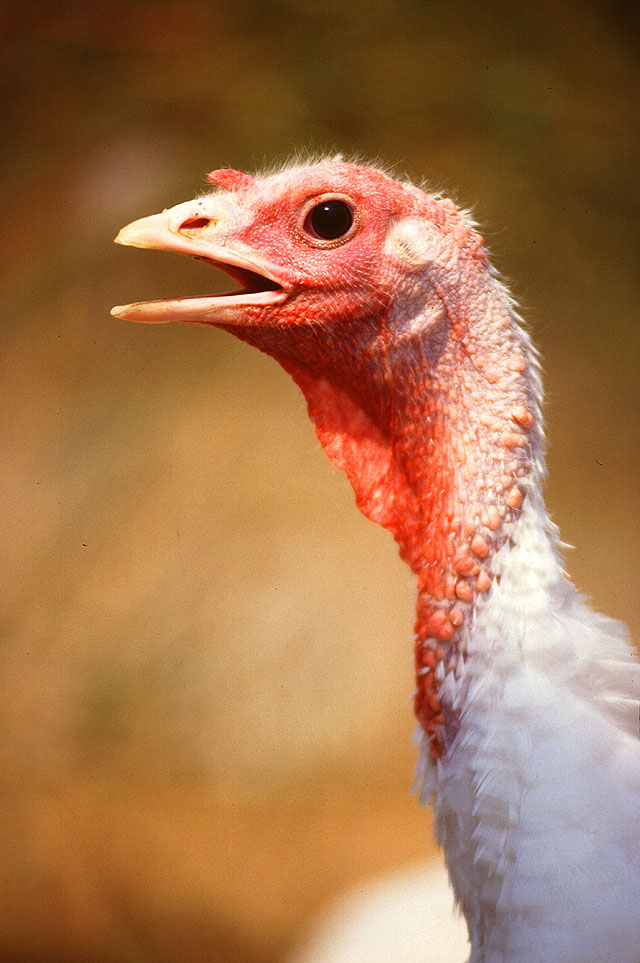
Một con gà tây lông trắng mái

Gà tây lông trắng hay còn gọi là gà tây ngực rộng (Broad Breasted White) là một giống gà tây nhà xuất xứ tại Mỹ được nuôi phổ biến để lấy thịt gà tây. 

## Đặc điểm
Gà tây lông trắng có nhiều giống, lớn con và nhỏ con. Giống lớn con được gọi là gà tây ngực rộng con trống nặng khoảng 15 kg, khối lượng cơ thể của chúng có thể nhỏ hơn gà tây lông đen. Nguồn gốc của chúng có liên quan đến giống gà tây trắng Hà Lan (White Holland) một là giống gà được nuôi phổ biến ở châu Âu.
Giống gà Tây trắng của Hà Lan con trống chỉ đạt trên dưới 12 kg, con mái nặng chừng 7-8kh, giống gà tây trắng Hà Lan được nhiều người chuộng do có thịt mềm và thơm ngon, chúng cũng đẻ sai như gà tây lông đen. Hiện nay, giống gà tây lông trắng nuôi ở nhiều nước do lai tạp nhiều đời nên vóc dáng nhỏ, gà trống đạt khoảng 6–7 kg, và gà mái khoảng 3,5 kg.